# Eerste klasse 1989-90 (basketbal België)
Het seizoen 1989-1990 was de 43e editie van de hoogste basketbalcompetitie.
RC Maes Pils Mechelen behaalde zijn elfde landstitel. Espoir Monceau en Durox Leuven promoveerden.

## Naamswijziging
Espoir Monceau werd CGER Espoir Monceau
BBC Gent werd Tisaho Gent
Boigelot Charleroi werd CEP Charleroi
Creff's Brugge werd SC Avanti Brugge

## Eindstand
|  |    |                        | P  | W  | V  | G | Ptn |
|  | -- | ---------------------- | -- | -- | -- | - | --- |
|  | 1  | RC Maes Pils Mechelen  | 26 | 23 | 3  | 0 | 46  |
|  | 2  | Sunair BC Oostende     | 26 | 21 | 5  | 0 | 42  |
|  | 3  | Trane Castors Braine   | 26 | 20 | 6  | 0 | 40  |
|  | 4  | AS Maccabi             | 26 | 17 | 9  | 0 | 34  |
|  | 5  | Securitas Pepinster BC | 26 | 17 | 9  | 0 | 34  |
|  | 6  | Avanti Brugge          | 26 | 15 | 11 | 0 | 30  |
|  | 7  | Bobcat Gent            | 26 | 14 | 12 | 0 | 28  |
|  | 8  | CGER Monceau           | 26 | 13 | 13 | 0 | 26  |
|  | 9  | Cuva Houthalen         | 26 | 11 | 15 | 0 | 22  |
|  | 10 | Durox Leuven           | 26 | 10 | 16 | 0 | 20  |
|  | 11 | BAC Damme              | 26 | 9  | 17 | 0 | 18  |
|  | 12 | Assubel Mariembourg    | 26 | 8  | 18 | 0 | 16  |
|  | 13 | Tisaho Gent            | 26 | 2  | 24 | 0 | 4   |
|  | 14 | CEP Charleroi          | 26 | 1  | 25 | 0 | 2   |

## Play offs
- Best of three

RC Maes Pils - AS Maccabi 102-70
AS Maccabi - RC Maes Pils 66-92
Sunair BCO - Trane Castors Braine 63-97
Trane Castors Braine - Sunair BCO 80-83
Sunair BCO- Trane Castors Braine 75-77
- Best of five

RC Maes Pils - Trane Castors Braine 98-67
Trane Castors Braine - RC Maes Pils 82-74
RC Maes Pils - Trane Castors Braine 97-89
Trane Castors Braine - RC Maes Pils 78-69
RC Maes Pils - Trane Castors Braine 76-70
1928 · 1929 · 1930 · 1931 · 1932 · 1933 · 1934 · 1935 · 1936 · 1937 · 1938 · 1939 · 1940 · 1941 · 1942 · 1943 · 1944 · 1945 · 1946 · 1947 · 1948 · 1949 · 1950 · 1951 · 1952 · 1953 · 1954 · 1955 · 1956 · 1957 · 1958 · 1959 · 1960 · 1961 · 1962 · 1963 · 1964 · 1965 · 1966 · 1967 · 1968 · 1969 · 1970 · 1971 · 1972 · 1973 · 1974 · 1975 · 1976 · 1977 · 1978 · 1979 · 1980 · 1981 · 1982 · 1983 · 1984 · 1985 · 1986 · 1987 · 1988 · 1989 · 1990 · 1991 · 1992 · 1993 · 1994 · 1995 · 1996 · 1997 · 1998 · 1999 · 2000 · 2001 · 2002 · 2003 · 2004 · 2005 · 2006 · 2007 · 2008 · 2009 · 2010 · 2011 · 2012 · 2013 · 2014 · 2015 · 2016 · 2017 · 2018 · 2019 · 2020 · 2021